# Laureano Rojas
Laureano Rojas (Cochabamba, 4 de julio de 1936-Cochabamba, 1 de noviembre de 2019) fue fundador y propietario de diferentes empresas, entre las cuales resalta la disquera Lauro & Cía. Boliviano.

## Biografía
Laureano Rojas Alcócer nació en Cochabamba el 4 de julio de 1936. Sus padres fueron Tránsito Rojas y Vicenta Alcócer. Fue criado en el actual municipio de Colcapirhua. Desde joven tuvo que adoptar diferentes oficios como sostén de su familia, de esta forma aprendió técnicas de agricultura, especializándose en lechería y quesería.
En 1957 fundó la disquera Lauro & Cía, con el objetivo de promocionar la música folclórica del país estableciéndose como una empresa  dedicada a la producción y comercialización de grabaciones fonográficas. En este periodo se resalta el trabajo de revalorización, difusión de la música boliviana y promoción de compositores e intérpretes bolivianos. Esta motivación lo llevó a crear el Festival Lauro de la Canción Boliviana que significó el lanzamiento de nuevos artistas a una proyección de alcance nacional. Más adelante Lauro y Cía. Ltda. cambió de rubro dedicándose a la papelería.
Falleció en Cochabamba a causa de las complicaciones pulmonares ocasionadas por un derrame cerebral, sufriendo un paro cardiaco. Fue enterrado en el cementerio de Colcapirhua el 1 de noviembre de 2019.

## Festival Lauro de la Canción Boliviana
La disquera Lauro & Cía fue un espacio para la reinvención de la música boliviana. En una entrevista Rojas recordaba la colaboración con la artista Ketty Gudmundson y Cosme Lazarte. También señaló el suceso musical generado por la artista valluna Encarnación Lazarte, conocida como la coplera de Sunch’upampa.
Encarnación fue una de las primeras ñustas del ‘Festival Lauro de la Canción’ que se hizo conocida más allá del territorio nacional. Este Festival que se realizó por primera vez en 1961 sirvió como plataforma musical para el reconocimiento de artistas como Willy Alfaro, Humberto Leytón Armendia, Luzmila Carpioy Zulma Yugar. En el Festival el jurado estaba conformado por artistas reconocidos, también se invitaba a artistas famosos para presentarse.
La organización de estos festivales significaba una fuerte inversión económica y de tiempo. El primer festival inició en el año 1961. Laureano Rojas indicaba que la preparación iniciaba seis meses antes con la visita a 50 a 60 provincias en todas las regiones de Bolivia. Cada versión presentaba a los mejores representantes de distintos ritmos en un disco.

## Otras actividades
Laureano Rojas también fue propietario del canal de televisión CCA 2, radio Cosmos, productos Vigor, el hotel Tiquina y fue representante en Bolivia de la empresa brasilera Faber Castell.